# José Vieira de Lima
Dom José Vieira de Lima, TOR (Poconé, 10 de junho de 1931), é um bispo católico brasileiro Emérito da Diocese de São Luís de Cáceres.
Foi ordenado ao sacerdócio em 7 de dezembro de 1958 e nomeado pelo Papa João Paulo II, aos 18 de abril de 1990 como bispo de Marabá. Recebeu a ordenação episcopal em 29 de junho de 1990 através de Dom Paulo Evaristo Arns, OFM. Os principais co-consagradores foram Dom Geraldo João Paulo Roger Verdier, Bispo de Guajará-Mirim, e Dom José Afonso Ribeiro, TOR, Prelado de Borba.
Dom José foi nomeado em 11 de novembro de 1998 para a Diocese de São Luís de Cáceres, Mato Grosso, a qual governou até sua renúncia por idade, em 23 de julho de 2008.
Foi co-consagrador de:
- D. Pedro José Conti (1996);
- D. Flávio Giovenale, SDB (1997);
- D. Antônio Emidio Vilar, SDB (2008).